# Molly McCann
Molly Maria McCann Pearson (ur. 4 maja 1990 w Liverpoolu) – angielska zawodniczka mieszanych sztuk walki (MMA). Była mistrzyni wagi muszej organizacji Cage Warriors. 

## Życiorys
McCann urodziła się w Liverpoolu 4 maja 1990 roku. W okresie dorastania jej ojciec nie był przy niej obecny, była częściowo wychowywana przez babcię. Dorastała w dzielnicy Norris Green z dwiema siostrami. Uczęszczała do szkoły średniej w Bournemouth. Początkowo trenowała karate, kick-boxing i boks tajski, zanim zaczęła boksować w wieku około 12 lat. Następnie grała w piłkę nożną przez pięć lat, zanim rozpoczęła treningi MMA w 2013 roku. Pomimo wieloletniej sympatii do klubu Evertonu, McCann grała dla Liverpoolu, dopóki kontuzja więzadeł kostki nie spowodowała jej przejścia na piłkarską emeryturę. Po podpisaniu kontraktu z 16-letnią McCann w 2006 roku, menadżer Liverpoolu Keith „Cliffy” Cliffe opisał ją jako obiecującą pomocniczkę. Ukończyła Liverpool John Moores University ze stopniem naukowym w zakresie rozwoju sportu i wychowania fizycznego.
22 marca 2025 po przegranej walce z Brazylijką, Alexią Thainarą podczas gali UFC Fight Night: Edwards vs. Brady ogłosiła zakończenie sportowej kariery.  

## Osiągnięcia

### Mieszane sztuki walki
- Ultimate Fighting Championship
  - Bonus za walkę wieczoru (raz) vs. Ji Yeon Kim
  - Bonus za występ wieczoru (trzy razy) vs. Luana Carolina, Hannah Goldy, and Diana Belbița

- Cage Warriors
  - 2018: Mistrzyni Cage Warriors w wadze muszej
- MMAjunkie.com
  - 2022 Nokaut miesiąca marzec vs. Luana Carolina